# Archboldomys maximus
Archboldomys maximus — вид гризунів родини Muridae, поширений лише на Філіппінах. Він зустрічається в старих гірських високоякісних регенеруючих мохових лісах і, ймовірно, обмежений значною висотою. Вид є денним, і екземпляри здебільшого були відловлені на рівні землі. Харчується дощовими черв'яками, багатоніжками, комахами, що живуть на підстилці листя.